# Melanthoides
Melanthoides là một chi bọ cánh cứng trong họ 
Elateridae.
Chi này được miêu tả khoa học năm 1865 bởi Candèze.

## Các loài
Các loài trong chi này gồm:
- Melanthoides apicalis Schwarz
- Melanthoides bomaensis Candèze, 1897
- Melanthoides brunneus Fleutiaux, 1935
- Melanthoides duporti Fleutiaux, 1928
- Melanthoides gestroi Candèze, 1878
- Melanthoides lamottei Girard, 1991
- Melanthoides latimanus Candèze, 1865
- Melanthoides ligneus Candèze, 1878
- Melanthoides luteipes Candèze, 1882
- Melanthoides niger Schwarz, 1900
- Melanthoides nitidus Candèze, 1880
- Melanthoides partitus Candèze, 1897
- Melanthoides relegatus Candèze, 1889
- Melanthoides similis Fleutiaux, 1902
- Melanthoides suturalis Candèze, 1893
- Melanthoides tristis Candèze, 1893